# Hit That
«Hit That» és el divuitè senzill de la banda californiana The Offspring, el primer de l'àlbum Splinter.
Fou el primer senzill de la banda que utilitzà samples amb sintetitzadors, en aquest cas basat en «We Are the Chopped» de la banda canadenca Nomeansno.
Fou publicat al desembre de 2003 a Amèrica del Nord i Austràlia, mentre que a Europa arribà el gener de 2004. Només va arribar al Top 20 de països importants com Austràlia o el Regne Unit, però no va aconseguir tant d'èxit als Estats Units on només arribà a la 64a posició, però si que pogué encapçalar la llista de rock modern.
El videoclip fou dirigit per John Williams i David Lea, i basat en un paisatge típic del Regne Unit. Posteriorment fou inclòs en la compilació Complete Music Video Collection (2005).

## Llista de cançons
| 1. | «Hit That»                     | 2:48 |
| 2. | «Da Hui»                       | 1:32 |
| 3. | «Hit That» (USC Marching Band) | 1:51 |

| 1. | «Hit That»                                      | 2:48 |
| 2. | «The Kids Aren't Alright» (BBC Radio 1 Session) | 4:16 |
| 3. | «Long Way Home» (Directe)                       | 2:34 |
| 4. | «Hit That» (USC Marching Band)                  | 1:51 |
| 5. | «Hit That» (Video CD Extra)                     |      |